# Tina Schick
Tina Schick (* 1964 in Melle) ist eine deutsche Fotografin, Künstlerin, Krimiautorin und Lehrerin. Sie lebt und arbeitet in Osnabrück.

## Leben
Tina Schick legte 1984 ihr Abitur ab und begann im selben Jahr ihr Studium der Fächer Mathematik und Germanistik für das Lehramt an der Grundschule. 1992 legte sie ihr zweites Staatsexamen ab und wurde im Schuldienst aktiv.

## Schriften
- Osnabrücker Bandsalat. Kriminalroman, Vechta-Langförden: Geest-Verlag, 2008, ISBN 978-3-86685-131-3; Inhaltstext
- Osnabrücker Fenstersturz. Der zweite Fall von Lisa und Johnny, Vechta-Langförden: Geest-Verlag, 2009, ISBN 978-3-86685-142-9
- Osnabrücker Kamikatze. Der dritte Fall von Lisa und Johnny, Vechta-Langförden: Geest-Verlag, 2014, ISBN 978-3-86685-467-3; Inhaltstext
- Osnabrücker Deadlines. Der vierte Fall von Lisa und Johnny, Vechta-Langförden: Geest-Verlag, [2016], ISBN 978-3-86685-552-6 und ISBN 3-86685-552-4